# Sandrine Bony
Sandrine Bony-Léna es una física francesa especializada en climatología. Es la directora de investigación en el Centro Nacional para la Investigación Científica (CNRS) en Francia, donde estudia los procesos nubosos que afectan a la dinámica atmosférica y la comprensión de los climas, tanto actuales como futuros. Fue uno de los autores principales del 4.º informe del GIEC en 2007.

## Biografía
Sandrine Bony es diplomada del magisterio interuniversitario de Física (École Polytechnique, Universidad Pierre y Marie Curie y Escuela Normal Superior de París).
En 1993, sostuvo en la Universidad Pierre y Marie Curie (París 6) su tesis titulada Análisis del impacto de las nubes y del vapor de agua sobre el ciclo estacional del balance radiativo terrestre; implicaciones para la sensibilidad climática, bajo la dirección de Hervé El Treut.
De 1994 a 1996 es investigadora posdoctoral en el Centro Centro Nacional de Estudios Espaciales, visitante científica de la Climate and Radiación Branch de la NASA en el Centro de Vuelo Espacial Goddard y en el Center for Clouds, Chemistry and Climate de la Fundación Nacional de Ciencias. Se convirtió en la directora de investigaciones CNRS en el Instituto Pierre-Simon-Laplace de 1996 a 2010.
Desde 2010 ejerce en el laboratorio de meteorología dinámica en la Universidad Pierre-y-Marie-Curie.
Es miembro de la Fundación de cooperación científica para la educación a la ciencia, La main à la pâte.

## Distinciones
- 2018 : Medalla de plata del CNRS.[9][10]
- 2017 : Premio Gérard Mégie de la Academia de las Ciencias de Francia.[11][12][13]
- 2012 : Premio Bernard Haurwitz Memorial Lecturer otorgado por la Sociedad Estadounidense de Meterología (American Meteorological Society, AMS).[14]
- 2017 : Caballero de la Legión de Honor.[15]

## Conferencias filmadas
- Clima, modelos y comportamientos : qué contribuciones a las incertidumbres sobre las proyecciones de cambio climático ? Colegio de Francia[16]

## Publicaciones (selectiva)
- Marotzke, Jochem; Jakob, Christian; Bony, Sandrine; Dirmeyer, Paul A. (16 de enero de 2017). «Climate research must sharpen its view». Nature Climate Change (en inglés) 7 (2): 89–91. ISSN 1758-678X. PMID 29599824. doi:10.1038/nclimate3206. Consultado el 31 de diciembre de 2020.
- Bony, Sandrine; Stevens, Bjorn; Frierson, Dargan M. W.; Jakob, Christian (2015-04). «Clouds, circulation and climate sensitivity». Nature Geoscience (en inglés) 8 (4): 261–268. ISSN 1752-0894. doi:10.1038/ngeo2398. Consultado el 1 de mayo de 2018.
- Sherwood, Steven C.; Bony, Sandrine; Dufresne, Jean-Louis (2014-01). «Spread in model climate sensitivity traced to atmospheric convective mixing». Nature (en inglés) 505 (7481): 37–42. ISSN 0028-0836. doi:10.1038/nature12829. Consultado el 1 de mayo de 2018.
- Stevens, Bjorn; Bony, Sandrine (31 de mayo de 2013). «What Are Climate Models Missing?». Science (en inglés) 340 (6136): 1053–1054. ISSN 0036-8075. PMID 23723223. doi:10.1126/science.1237554. Consultado el 1 de mayo de 2018.
- Overpeck, Jonathan T.; Meehl, Gerald A.; Bony, Sandrine; Easterling, David R. (11 de febrero de 2011). «Climate Data Challenges in the 21st Century». Science (en inglés) 331 (6018): 700–702. ISSN 0036-8075. PMID 21311006. doi:10.1126/science.1197869. Consultado el 1 de mayo de 2018.